# Dokumentacja geologiczna
Dokumentacja geologiczna – zbiór informacji zawierający wyniki prac geologicznych wraz z ich interpretacją oraz określeniem stopnia osiągnięcia zamierzonego celu wraz z uzasadnieniem.
Prawo geologiczne i górnicze wyróżnia następujące rodzaje dokumentacji geologicznej:
- dokumentację geologiczną złoża kopaliny – sporządzaną w celu określenia granic złoża, zasobów geologicznych, warunków występowania oraz określenia możliwości wydobycia kopaliny ze złoża (art. 89 ust. 1 PGG);
- dokumentację hydrogeologiczną – sporządzaną w celu ustalenia zasobów oraz właściwości wód podziemnych, a także określenia warunków hydrogeologicznych związanych z zamierzonym:

a) wykonywaniem odwodnień w celu wydobywania kopalin, lub
b) wtłaczaniem wód do górotworu, lub
c) wykonywaniem odwodnień budowlanych otworami wiertniczymi, lub
d) wykonywaniem przedsięwzięć mogących negatywnie oddziaływać na wody podziemne, w tym powodować ich zanieczyszczenie,
e) podziemnym bezzbiornikowym magazynowaniem substancji lub podziemnym składowaniem odpadów,
f) składowaniem odpadów na powierzchni,
g) ustanawianiem obszarów ochronnych zbiorników wód podziemnych,
h) zakończeniem lub zmianą poziomu odwadniania likwidowanych zakładów górniczych.
- dokumentację geologiczno-inżynierską, sporządzaną w celu określenia warunków geologiczno-inżynierskich na potrzeby: zagospodarowania przestrzennego, posadawiania obiektów budowlanych, podziemnego bezzbiornikowego magazynowania substancji lub podziemnego składowania odpadów, lub też składowania odpadów na powierzchni;
- inną dokumentację geologiczną, sporządzaną w przypadku:

a) wykonywania prac geologicznych niekończących się udokumentowaniem zasobów złoża kopaliny lub zasobów wód podziemnych;
b) wykonania otworu wiertniczego w celu rozpoznania budowy głębokiego podłoża, niezwiązanego z dokumentowaniem złóż kopaliny;
c) wykonywania prac geologicznych w celu wykorzystania ciepła Ziemi;
d) likwidacji otworu wiertniczego.
Sporządzanie dokumentacji geologicznej jest obowiązkowe. Wszystkie rodzaje – poza inną dokumentacją geologiczną – wymagają przedłożenia organowi administracji geologicznej w celu zatwierdzenia w drodze decyzji administracyjnej.